# Costers del Segre

Die Weinregion Costers del Segre in ihren vier Zonen unterteilt (lila)

Costers del Segre wurde 1988 als offizielles Weinbaugebiet ratifiziert und gehört zur katalanischen Weinregion in Spanien. Ganz im Westen Kataloniens, in der Provinz Lleida liegt das 40.000 Hektar große Weinanbaugebiet Costers del Segre. Auf eine Initiative der Cava-Gruppe Codorníu entstanden 1914 hier die Kelleranlagen.

## Geographie und Klima
Die Weinregion Costers del Segre verdankt ihren Namen dem Fluss Segre, welcher durch die Provinz fließt. Die sieben Unterzonen Raimat, Segrià, Urgell, Pallars Jussà, Artesa, Valls del Riu Corb und Les Garrigues, in welche die Weinregion 1988 unterteilt wurde, sind durch extreme Temperaturschwankungen, eine hohe Sonneneinstrahlung und eine geringe Niederschlagsmenge gekennzeichnet. Auf Grund des Kontinentalklimas sind die Sommer in der Region sehr heiß und die Winter extrem kalt.

## Entstehung
Als 1914 der Plan in Angriff genommen wurde, im Westen Kataloniens eine Weinregion zu schaffen, galt dies zu Beginn als unmöglich. Der Boden um das Gut herum war hochgradig salzhaltig und nahezu wüstenartig. Folglich mussten mehrere Hundert Hektar gesunde Erde aufgeschüttet werden und ein für die damalige Zeit hypermodernes Bewässerungssystem vom Ebro verlegt werden, was den Rebanbau überhaupt erst möglich machte.

## Rebsorten
Größtenteils werden im Gebiet Costers del Segre aromatische Weine, sowohl Rot- als auch Weißweine, angebaut und auch fruchtige Rosésorten. Die bekanntesten Sorten sind Cabernet Sauvignon, Merlot und Chardonnay, aber auch die Rotweine und Roséweine Garnatxa Negra, Ull de Llebre (Tempranillo), Monastrell, Trepat, Samsó, Pinot Noir und Syrah sowie die Weißweine Macabeo, Parellada, Xarel·lo, Garnacha Blanca, Sauvignon Blanc und Riesling werden angebaut.

## Tourismus
Anfang Oktober findet jedes Jahr das zweitägige Festa de la Verema i el Vi statt. Dies ist eine Art Erntedankfest des Weines, wobei mit einer Weinschau in den Kellereien die Weine der Region gefördert werden sollen. Beim Besuch der Winzereien werden die Traditionen der Weinregion vorgestellt wie auch die landwirtschaftliche Geschichte der Stadt.
Als Sehenswürdigkeiten werden die Weinkellerei von Raimat, ein Werk des Architekten Joan Rubió i Bellver aus dem Jahre 1904, und die 1780 gegründete Bodega Castell del Remei mit einer alten Mühle und Brennerei beschrieben.